# Section d'enseignement général et professionnel adapté
 (janvier 2022).
Si vous disposez d'ouvrages ou d'articles de référence ou si vous connaissez des sites web de qualité traitant du thème abordé ici, merci de compléter l'article en donnant les références utiles à sa vérifiabilité et en les liant à la section « Notes et références ».
Les sections d’enseignement général et professionnel adapté (SEGPA) sont des classes de collège en France qui accueillent des élèves présentant des difficultés scolaires.
Ceux-ci ne maîtrisent pas toutes les connaissances et compétences attendues à la fin de l'école primaire, en particulier celles ayant trait aux éléments du socle commun.
La SEGPA permet aux élèves d'obtenir le certificat de formation générale (CFG) voire le diplôme national du brevet, série professionnelle, leur permettant ensuite d’accéder à un diplôme professionnel comme le certificat d'aptitude professionnelle (CAP) ou le baccalauréat professionnel,.

## Historique
D'après Marozi :

### Les classes d'enseignement spécial
Les classes d’enseignement spécial furent les toutes premières classes d’enseignement spécialisé dans les collèges, précurseur des futures Segpa, mais elles étaient alors destinées aux élèves ayant des handicaps.

### SES
Les sections d’éducation spécialisée (SES) sont les précurseurs de la Segpa. La circulaire du 27 décembre 1967 indique qu’elles sont autonomes sur le plan pédagogique et intégrées aux collèges d’enseignement secondaire. Mais l’intégration est souvent factice : les locaux souvent séparés et les projets distincts. La SES délivre un enseignement général et un apprentissage professionnel. Elle accueille 90 élèves déficients intellectuels légers et ne présentant pas de handicap associé. Ils ont en général un QI compris entre 65 et 80. Chaque classe a un effectif de 15 élèves. Le maître est titulaire du CAEI ou CAEA.

### SEGPA
Les sections d’enseignement général et professionnel adapté sont en 1989 la nouvelle appellation des SES.
En 1996, les SEGPA sont redéfinies.
À la différence des SES, qui accueillaient des élèves reconnus « handicapés », les SEGPA accueillent alors des élèves en échec scolaire qui ne seraient pas en mesure de suivre une scolarité ordinaire en collège. Les SEGPA sont le point de rencontre de quatre axes : l’enseignement spécialisé, l’enseignement primaire, l’enseignement secondaire et l’enseignement professionnel. La SEGPA s’inscrit alors dans le cadre des actions menées au bénéfice des élèves en difficulté au collège, il s'agit d'enseignement adapté. À présent, la SEGPA n’est plus uniquement à vocation professionnelle. L’objectif est de faire acquérir aux élèves une certaine autonomie et des acquisitions suffisantes à la fin du collège pour préparer une formation de niveau 5. Depuis la loi de 2005 concernant l’égalité des droits et des chances ainsi que la participation et la citoyenneté des personnes handicapées, les classes de SEGPA peuvent inclure, au même titre que toutes les autres classes, des élèves qui ont une reconnaissance de handicap.

### Egpa
L’enseignement général et professionnel adapté (EGPA) comprend les SEGPA et les établissements régionaux d’enseignement adapté (EREA), qui sont des établissements à part entière, contrairement aux SEGPA.

#### EREA
Les établissements régionaux d'enseignement adapté reçoivent des élèves allant pour certains de la sixième à une classe certificative de terminale CAP (par exemple, l'Erea de Brioude), d'autres allant de la quatrième à la troisième préparatoire à l'enseignement professionnel (dite « prépa-pro ») ce qui permet aux élèves de construire leur projet professionnel au sein de leur établissement, et à la plupart d'intégrer une classe de CAP.
Certains Erea accueillent des élèves en situation de handicap et sont donc classés par types de troubles comme celui de Chamigny, où sont reçus des élèves avec des troubles cognitifs, des troubles du comportements, d'autres sont spécialisés dans la surdité, etc.

#### LEA
Les lycées d'enseignement adapté n'ont en leur sein que des classes certificatives (CAP par exemple), avec une pédagogie adaptée comme celle proposée dans les EREA.

## Généralités
En 1989, les sections d’éducation spécialisée (SES) sont renommées sections d’enseignement général et professionnel adapté (SEGPA). En 1996, les conditions d'admissions, les formations et les objectifs des SEGPA sont redéfinies.
Les élèves sont admis en SEGPA sur décision de l’inspecteur d'académie, après accord des parents et avis de la commission départementale d’orientation.
Les enseignants sont :
- des instituteurs ou professeurs des écoles titulaires de l’option F du certificat d'aptitude professionnelle aux actions pédagogiques spécialisées de l'adaptation et de l'intégration scolaires ou du certificat d'aptitude professionnelle pour les aides spécialisées, les enseignements adaptés et la scolarisation des élèves en situation de handicap ;
- des professeurs de collège et de lycée professionnel éventuellement en possession du certificat complémentaire pour les enseignements adaptés et la scolarisation des élèves en situation de handicap.

Le directeur est titulaire du diplôme de directeur d'établissement d'éducation adaptée et spécialisée (DDEEAS). Il est adjoint au chef d'établissement en tant que « directeur-adjoint chargé de la SEGPA ».
L’organisation des cours est semblable au collège classique. À la fin de la troisième SEGPA, les élèves passent le certificat de formation générale. Ils poursuivent généralement leur formation en lycée professionnel ou en centre de formation d'apprentis.

## Une organisation spécifique
D'après Armand Colin :

### L'admission et le suivi des élèves
Le dossier des élèves est étudié à la demande de l'établissement scolaire ou des parents par la commission départementale d'orientation. Cette dernière est présidée par l'inspecteur d'académie qui est aussi le directeur des services départementaux de l'éducation nationale (IA-DSDEN). Elle est composée du médecin conseiller technique départemental, de membres de corps d'inspection, de personnels de direction, d'enseignants, de représentants de parents d'élèves… (arrêté du 7-12-2005).
C'est à la suite de la décision de l'inspecteur d'académie, directeur des services départementaux de l'éducation nationale, et après l'accord des parents ou du représentant légal de l'enfant que l'élève est admis en SEGPA.
Un bilan annuel des élèves qui est transmis aux parents est réalisé par les directeurs-adjoints d'une SEGPA. Une révision d'orientation peut être voulue par l'établissement ou la famille. Dans ce cas, le bilan est transmis à la commission pour avis, c'est ensuite l'inspecteur d'académie qui rendra la décision.

### Une expertise particulière des enseignants
Les enseignants en SEGPA ont suivi une formation leur permettant de répondre aux exigences pédagogiques requises pour faire face aux difficultés d'apprentissage qu'ont les élèves en SEGPA.
On y retrouve des professeurs titulaires du certificat d’aptitude professionnelle aux pratiques de l’éducation inclusive (CAPPEI) [qui a remplacé le certificat complémentaire pour les enseignements adaptés et la scolarisation des élèves en situation de handicap (CAPA-SH)] ; des professeurs de lycée et collège et des professeurs de lycée professionnel qui peuvent aussi être titulaires du CAPPEI.

### Un enseignant de référence pour chaque classe
Chaque SEGPA est organisée en divisions (classes) qui comptent 16 élèves.
Dans chaque division, un enseignant de référence coordonne les actions et assure un suivi personnalisé des élèves (il assure un rôle équivalent à celui du professeur principal pour les classes ordinaires mais est nommé professeur référent).

## Des enseignements adaptés en collège pour un parcours progressif individuel
Dans les enseignements adaptés du second degré, l’enseignement professionnel est assuré par des professeurs de lycée professionnel (PLP), l’enseignement général par des enseignants du premier degré polyvalents, généralement spécialisés, auxquels s’ajoutent le plus souvent des professeurs de lycées et collèges (PLC) monovalents, enseignant différentes disciplines en complément des enseignants spécialisés, telles que, l’éducation physique et sportive (EPS), l’anglais ou la technologie par exemple.
Comme pour tous les élèves de collège, les élèves étudiant dans une SEGPA doivent valider les compétences du socle commun, mais ils ont également accès à une formation qualifiante et diplômante de niveau V. Les enseignements mettant en œuvre des activités pratiques s'appuient sur les compétences des cinq champs professionnels identifiés : habitat, hygiène-alimentation services, espace rural et environnement, vente-distribution-magasinage, production industrielle.
Tout comme l'ensemble des collégiens, les élèves de SEGPA doivent remplir des objectifs de niveau.

### Objectifs par niveau
Dans les classes de sixièmes, l'adaptation des enseignements se base sur les activités et les supports d'apprentissage.
En cinquième, un parcours de découverte des métiers et des formations est introduit afin que les élèves s'ouvrent déjà au monde professionnel (module d’aides spécifiques).
En classe de quatrième, les élèves poursuivent à la fois un enseignement général et un enseignement conduisant à l'accès à une formation professionnelle diplômante et qualifiante à partir de projets techniques sur des supports empruntés à divers champs professionnels (le champ Habitat, le champ Hygiène-Alimentation-Services, le champ Espace rural et environnement, le champ Vente-Distribution-Logistique et le champ Production industrielle).
La mise en réseau d'établissements est mise à profit pour améliorer et diversifier l'offre des champs professionnels susceptibles d'être proposés à la découverte des élèves et leur permettre ainsi de renforcer la construction de leur projet d'orientation.
En troisième, à la fin du collège, les élèves doivent acquérir des compétences dans les domaines généraux et professionnels qui vont leur permettre d'accéder à une formation diplômante dans de bonnes conditions. La fin de la troisième SEGPA est sanctionnée par le certificat de formation générale (CFG), qui valide le niveau de cycle 3 (acquis de fin de 6e). Les élèves ont également la possibilité, en fonction de leurs compétences, et sur avis du conseil pédagogique, de présenter le Diplôme National du Brevet, série professionnelle (DNB pro) qui valide le cycle 4 (5e, 4e, 3e). Ils sont en mesure de préciser leur orientation en faisant le choix d'un dispositif de formation et d'une spécialité professionnelle.

## Le devenir des élèves après la classe de3eSEGPA
L’objectif premier de la SEGPA est de permettre aux élèves, lorsqu’ils finissent leur parcours scolaire en SEGPA en fin de 3e, d’accéder à une formation qualifiante de niveau V, CAP, BAC PRO,.
Pour cela, l’élève a deux pistes essentielles pour y parvenir : la voie scolaire en passant par un lycée professionnel et le contrat d’apprentissage.
Dès la 6e, des heures de classe sont dédiées à la connaissance et à la découverte du monde professionnel et aident le jeune à construire son projet d’orientation. Les heures passées dans les différents ateliers de SEGPA en classes de 4e et 3e enrichissent cette information. De plus, de nombreuses actions viennent compléter ce dispositif qui doit permettre à l’élève de se positionner en fin de 3e (Aquitec, Olympiades des métiers, invitation au collège de professionnels qui représentent une diversité de formations professionnelles…).

### Le lycée professionnel
En cours d’année de 3e, les élèves peuvent remplir la fiche « AFFELNET » et formuler des voeux pour intégrer une formation en lycée professionnel.

### Le contrat d'apprentissage
Pour signer un contrat d’apprentissage, il appartient à l'élève de trouver une entreprise ou un artisan qui s’engage à l'accueillir durant la durée de la formation en alternance.

## Statistiques
|                           | 1975-76 | 1980-81 | 2000-01 | 2001-02 | 2002-03 | 2003-04 | 2004-05 | 2005-06 | 2006-07 | 2007-08 | 2008-09 |
| SEGPA d’un collège public | 86 370  | 114 923 | 107 279 | 106 098 | 104 394 | 102 451 | 101 321 | 99 623  | 96 944  | 94 315  | 92 107  |
| SEGPA d’un collège privé  |         |         | 3 738   | 3 813   | 3 910   | 3 903   | 4 002   | 4 045   | 3 970   | 4 025   | 4 037   |
| EREA                      | 9 629   | 11 612  | 11 142  | 10 952  | 10 669  | 10 746  | 10 926  | 10 798  | 10 676  | 10 715  | 10 482  |

|                           | Public | Privé | Public + Privé |
| Sixième                   | 18 781 | 887   | 19 668         |
| Cinquième                 | 23 203 | 1 032 | 24 235         |
| Quatrième                 | 24 726 | 923   | 25 649         |
| Troisième                 | 24 615 | 861   | 25 476         |
| Formation générale        | 91 325 | 4 023 | 95 348         |
| Première année CAP        | 415    | 6     | 421            |
| Seconde année CAP         | 367    | 8     | 375            |
| Formation professionnelle | 782    | 14    | 796            |

Pour comparaison, les effectifs du collège en 2008-2009 sont de 3 millions d’élèves.

## Remarques
En 2013, les élèves issus de milieux défavorisés représentent environ 35,4 % des élèves dans le cursus général contre 71,6 % dans les Sections d'enseignement général et professionnel adapté (Segpa).